# Nathalie Becquart
Nathalie Becquart (ur. w 1969) – katolicka siostra zakonna ksawerianka. Z wykształcenia teolożka i filozofka, ekonomistka i marketingowiec. Od 2019 do 2021 roku konsultantka Sekretariatu Generalnego Synodu Biskupów, od 2021  podsekretarz.

## Życiorys
Urodziła się w Fontainebleau w 1969 roku. 
W 1992 ukończyła studia na HEC w Paryżu. Po skończeniu uczelni przez rok odbywała wolontariat w Libanie.
W 2006 zdobyła licencjat z teologii i filozofii w Centre Sèvres (seminarium jezuitów w Paryżu). W 2020 ukończyła studia podyplomowe w Boston College – School of Theology and Ministry. Dyplom z eklezjologii otrzymała tam po obronie pracy badawczej na temat synodów. Studiowała także teologię dogmatyczną i fundamentalną w Instytucie Katolickim w Paryżu – dyplom 2019.
W 1995 roku dołączyła do zgromadzenia sióstr ksawerianek (Instytut La Xavière, Misjonarza Jezusa Chrystusa).
W 2016 roku, w trakcie Światowych Dni Młodzieży w Krakowie, prowadziła dla młodych namiot powołaniowy.

### Synod Biskupów
24 maja 2019 roku została powołana wraz z czterema kobietami i jednym mężczyzną na konsultantkę Sekretariatu Generalnego Synodu Biskupów w Kościele Katolickim. Tego dna po raz pierwszy kobiety zostały powołane na to stanowisko. Po objęciu stanowiska Becquart zaproponowała, aby po raz pierwszy poprosić kobietę o poprowadzenie rekolekcji dla Kurii Rzymskiej.
W dniu 6 lutego 2021 roku papież Franciszek mianował ją podsekretarzem Synodu Biskupów, czyniąc ją pierwszą kobietą posiadającą prawo głosu w Synodzie Biskupów.

## Życie prywatne
Hobbystycznie uprawia żeglarstwo.